# 菊水賞
菊水賞（きくすいしょう）は兵庫県競馬の3歳クラシック路線の第1冠で、兵庫県競馬組合が園田競馬場ダート1700メートルで施行する地方競馬の競走である。「菊水」は楠木正成の家紋に由来する。

## 概要
創設からアラブ3冠の第1冠として行なわれていたが、1999年に兵庫県競馬はサラブレッドを導入したため、2000年から新設された兵庫ダービー、兵庫チャンピオンシップと共に3歳クラシックに組み込まれた。2000年は園田競馬場の1870メートル、2001年は姫路競馬場の1800メートルで施行。2006年までは3冠最終戦として行われていたが2007年以降は1冠目として行われている。
負担重量は2013年から2024年までは56kg（牝馬2kg減）であったが、2025年より57kg（牝馬2kg減）となっている。

### 条件・賞金（2025年）
出走条件
サラブレッド系3歳、兵庫県所属。
負担重量
定量（57kg、牝馬2kg減）
賞金額
1着1000万円、2着400万円、3着250万円、4着150万円、5着100万円。

### トライアル競走
2024年は『ニュージェネレーション』が菊水賞のトライアルとなっていた

### HITスタリオンシリーズ
2023年からHITスタリオンシリーズに指定されている。各年の対象種牡馬は以下の通り。
- 2023年 - シュヴァルグラン[3]
- 2024年 - マスタリー[4]
- 2025年 - ベストウォーリア[5]

## 賞金額の変遷（2000年以降）
| 開催回     | 総額賞金  | 1着賞金  | 2着賞金  | 3着賞金 | 4着賞金 | 5着賞金  |
| ---------- | --------- | -------- | -------- | ------- | ------- | -------- |
| 第32回     | 1,360万円 | 800万円  | 280万円  | 144万円 | 80万円  | 56万円   |
| 第33回     | 1,190万円 | 700万円  | 245万円  | 126万円 | 70万円  | 49万円   |
| 第34回     | 1,155万円 | 700万円  | 224万円  | 112万円 | 70万円  | 49万円   |
| 第35回     | 960万円   | 600万円  | 180万円  | 90万円  | 54万円  | 36万円   |
| 第36回     | 800万円   | 500万円  | 150万円  | 75万円  | 45万円  | 30万円   |
| 第37-39回  | 525万円   | 350万円  | 87,5万円 | 42万円  | 28万円  | 17.5万円 |
| 第40・41回 | 490万円   | 350万円  | 70万円   | 35万円  | 21万円  | 14万円   |
| 第42回     | 560万円   | 400万円  | 80万円   | 40万円  | 24万円  | 16万円   |
| 第43・44回 | 490万円   | 350万円  | 70万円   | 35万円  | 21万円  | 14万円   |
| 第45回     | 700万円   | 500万円  | 100万円  | 50万円  | 30万円  | 20万円   |
| 第46回     | 490万円   | 350万円  | 70万円   | 35万円  | 21万円  | 14万円   |
| 第47回     | 525万円   | 350万円  | 87.5万円 | 42万円  | 28万円  | 17.5万円 |
| 第48・49回 | 750万円   | 500万円  | 120万円  | 60万円  | 40万円  | 30万円   |
| 第50回     | 800万円   | 500万円  | 140万円  | 70万円  | 50万円  | 40万円   |
| 第51回     | 1120万円  | 700万円  | 196万円  | 98万円  | 70万円  | 56万円   |
| 第52回     | 1600万円  | 1000万円 | 280万円  | 140万円 | 100万円 | 80万円   |
| 第53-55回  | 1900万円  | 1000万円 | 400万円  | 250万円 | 150万円 | 100万円  |
| 第56回     | 1800万円  | 1000万円 | 350万円  | 200万円 | 150万円 | 100万円  |

## 歴代優勝馬（2000年以降）
| 回数   | 施行日        | コース | 距離  | 優勝馬             | 性齢 | 所属 | タイム | 優勝騎手   | 管理調教師 | 馬主                           |
| ------ | ------------- | ------ | ----- | ------------------ | ---- | ---- | ------ | ---------- | ---------- | ------------------------------ |
| 第32回 | 2000年4月11日 | 園田   | 1870m | マッキーローレル   | 牡3  | 西脇 | 2:03.5 | 平松徳彦   | 橋本忠男   | 薪浦亨                         |
| 第33回 | 2001年7月11日 | 姫路   | 1800m | ロードバクシン     | 牡3  | 園田 | 2:00.5 | 小牧太     | 曾和直榮   | 中村和夫                       |
| 第34回 | 2002年7月10日 | 園田   | 1700m | セトノウルトラ     | 牡3  | 園田 | 1:47.9 | 赤木高太郎 | 薮田孝男   | 難波澄子                       |
| 第35回 | 2003年7月9日  | 園田   | 1700m | マイネルエクソン   | 牡3  | 西脇 | 1:49.3 | 下原理     | 寺嶋正勝   | 組）ジェントルマンホースクラブ |
| 第36回 | 2004年7月14日 | 園田   | 1700m | ラガーヒトリタビ   | 牡3  | 園田 | 1:51.0 | 大山真吾   | 住吉朝男   | 奥村啓二                       |
| 第37回 | 2005年7月14日 | 園田   | 1700m | グレートステージ   | 牡3  | 園田 | 1:50.4 | 岩田康誠   | 曾和直榮   | 前田晋二                       |
| 第38回 | 2006年7月19日 | 園田   | 1700m | チャンストウライ   | 牡3  | 西脇 | 1:48.4 | 下原理     | 寺嶋正勝   | 組）ジェントルマンホースクラブ |
| 第39回 | 2007年4月5日  | 園田   | 1700m | ユキノアラシ       | 牡3  | 園田 | 1:54.1 | 田中学     | 利國雪城   | 松岡幸男                       |
| 第40回 | 2008年4月3日  | 園田   | 1700m | ディアースパークル | 牝3  | 園田 | 1:53.8 | 永島太郎   | 溝橋利喜夫 | 組）バージュアルクラブ         |
| 第41回 | 2009年4月9日  | 園田   | 1700m | カラテチョップ     | 牡3  | 西脇 | 1:50.7 | 下原理     | 寺嶋正勝   | 組）ジェントルマンホースクラブ |
| 第42回 | 2010年4月8日  | 園田   | 1700m | フィオーレハーバー | 牡3  | 西脇 | 1:53.6 | 木村健     | 平松徳彦   | 木村公子                       |
| 第43回 | 2011年4月7日  | 園田   | 1700m | ホクセツサンデー   | 牡3  | 園田 | 1:52.3 | 川原正一   | 田中範雄   | 上山照夫                       |
| 第44回 | 2012年4月5日  | 園田   | 1700m | ポアゾンブラック   | 牡3  | 西脇 | 1:54.5 | 松浦政宏   | 野田学     | 村上憲政                       |
| 第45回 | 2013年4月4日  | 園田   | 1700m | ユメノアトサキ     | 牝3  | 園田 | 1:52.4 | 坂本和也   | 新子雅司   | 市川智                         |
| 第46回 | 2014年4月3日  | 園田   | 1700m | ニホンカイセーラ   | 牡3  | 園田 | 1:52.1 | 下原理     | 保利良次   | 藤井陸治                       |
| 第47回 | 2015年4月2日  | 園田   | 1700m | インディウム       | 牡3  | 園田 | 1:53.3 | 木村健     | 田中範雄   | 窪田康志                       |
| 第48回 | 2016年4月7日  | 園田   | 1700m | シュエット         | 牝3  | 園田 | 1:49.1 | 笹田知宏   | 新子雅司   | 松本憲昭                       |
| 第49回 | 2017年4月13日 | 園田   | 1700m | マジックカーペット | 牡3  | 園田 | 1:53.8 | 木村健     | 田中範雄   | （株）グリーンファーム         |
| 第50回 | 2018年4月12日 | 園田   | 1700m | アゼツライト       | 牡3  | 園田 | 1:54.1 | 川原正一   | 荒山義則   | 田中英昭                       |
| 第51回 | 2019年4月11日 | 園田   | 1700m | ジンギ             | 牡3  | 西脇 | 1:49.1 | 田中学     | 橋本忠明   | （株）ラ・メール               |
| 第52回 | 2020年4月16日 | 園田   | 1700m | ステラモナーク     | 牝3  | 園田 | 1:50.9 | 下原理     | 新子雅司   | 野田善己                       |
| 第53回 | 2021年4月15日 | 園田   | 1700m | シェナキング       | 牡3  | 西脇 | 1:54.0 | 吉村智洋   | 山口浩幸   | 冨田藤男                       |
| 第54回 | 2022年4月7日  | 園田   | 1700m | ベルレフォーン     | 牡3  | 園田 | 1:52.2 | 下原理     | 新子雅司   | 野田善己                       |
| 第55回 | 2023年4月6日  | 園田   | 1700m | ベラジオソノダラブ | 牡3  | 園田 | 1:53.0 | 田中学     | 坂本和也   | （株）ビープロジェクト         |
| 第56回 | 2024年4月3日  | 園田   | 1700m | オーシンロクゼロ   | 牡3  | 園田 | 1:54.5 | 廣瀬航     | 玉垣光章   | 大田慎治                       |
| 第57回 | 2025年4月2日  | 園田   | 1700m | オケマル           | 牡3  | 西脇 | 1:53.1 | 下原理     | 盛本信春   | 高橋文男                       |

### 各回競走結果の出典
- 菊水賞　歴代優勝馬 - 地方競馬全国協会
- JBISサーチ
  - 2000年，2001年，2002年，2003年，2004年，2005年，2006年，2007年，2008年，2009年，2010年，2011年，2012年，2013年，2014年，2015年，2016年，2017年，2018年，2019年，2020年，2021年，2022年，2023年，2024年，2025年